# Naturschutzgebiet Müggenohl
Koordinaten: 51° 14′ 36″ N, 8° 0′ 45″ O

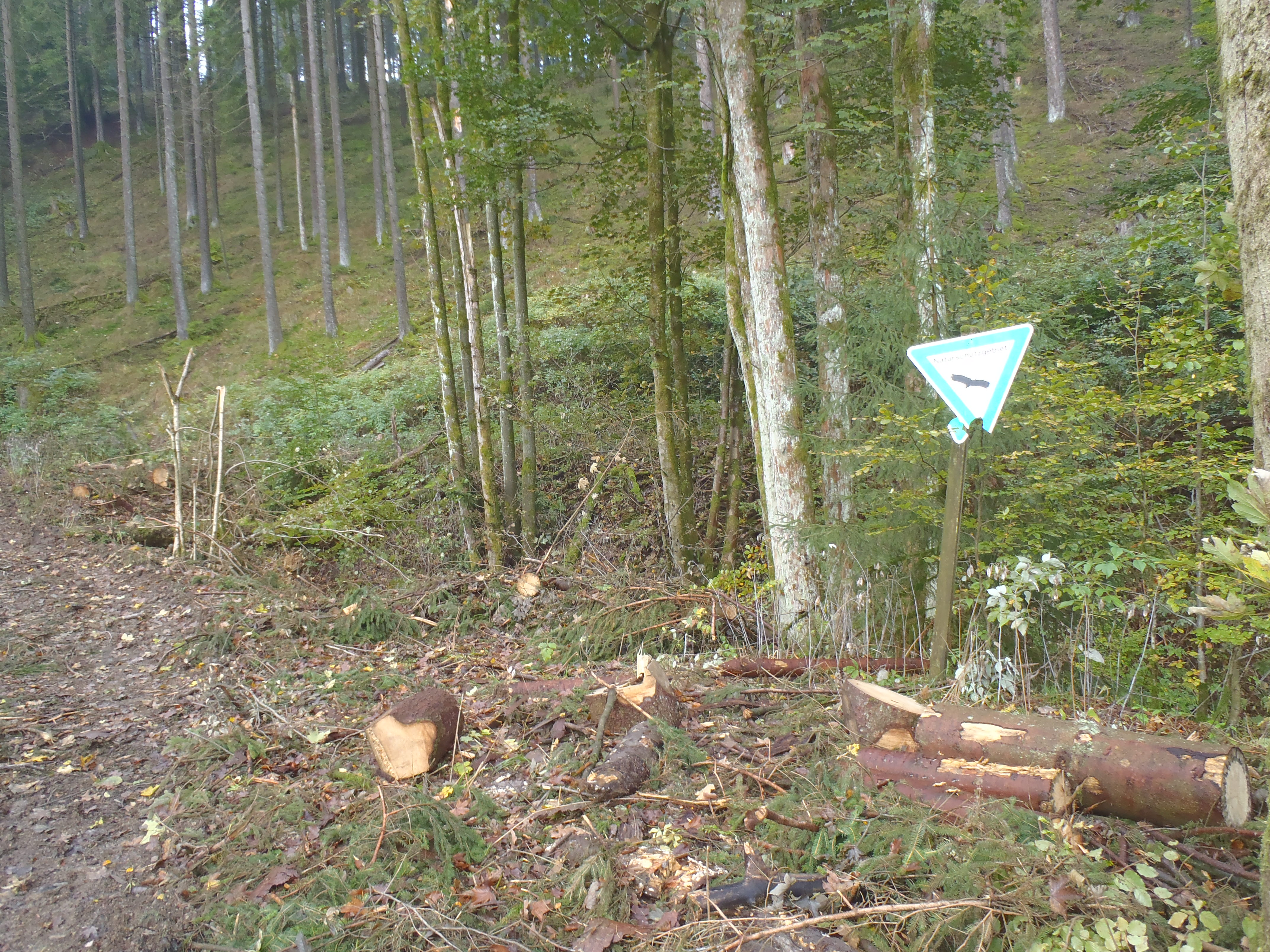
Randbereich vom NSG Müggenohl nach Forstarbeiten Oktober 2020; mit beschädigtem NSG-Schild

Das Naturschutzgebiet Müggenohl mit einer Größe von 3,4 ha liegt nordöstlich von Wildewiese und des Schomberges im Stadtgebiet von Sundern (Sauerland). Das Gebiet wurde 1993 mit dem Landschaftsplan Sundern durch den Hochsauerlandkreis als Naturschutzgebiet (NSG) mit dem Namen Naturschutzgebiet Schluchtwald Müggenholl ausgewiesen. Bei der Neuaufstellung des Landschaftsplans Sundern 2019 wurde das NSG mit geändertem Namen erneut ausgewiesen. Das NSG geht bis zur Stadt- und Kreisgrenze. Das Naturschutzgebiet Waldbiotopkomplex Alsenberg / Schneebecke / Schlüsselsiepen liegt nur wenige Meter weiter nördlich vom NSG Schluchtwald Müggenhohl.

## Gebietsbeschreibung
Das NSG liegt in einem von Westen nach Osten verlaufenden, tief eingeschnittenen Kerbtal und ist von Nadelwald umgeben. Beidseitig des Quellbaches ist in dem schluchtartigen, luftfeuchten Kerbtal ein schmaler, alt- und totholzreicher, teils mehrstämmiger Bergahorn-Schluchtwald. Im NSG befindet sich ein individuenreiches Vorkommen des Ausdauerndes Silberblatt. Der Schluchtwald ist altersheterogen mit liegendem und stehendem Totholz, z. T. bedingt durch Windbruch. Nach Südwesten setzen sich der naturnahe Quellbach bachaufwärts und der Ahorn-Schluchtwald außerhalb des NSG fort im Kreis Olpe fort. Im NSG geht der Schluchtwald hangaufwärts in einen Hainsimsen-Buchenwald über, der stellenweise noch Niederwaldnutzungs-Merkmale aufweist. im Norden des NSG befindet sich auch ein Lärchenbestand innerhalb des NSG, im Osten stocken Fichten direkt am Quellbach.
Wegen der Vorkommen von Silberblatt, Wasserinsekten und Quellschnecke etc. ist das NSG von regionaler Bedeutung für den Biotop- und Artenschutz ist.
Im Herbst 2020 wurden bei Forstarbeiten mit einem Holzvollernter Fichten auf einer privat Nachbarfläche entfernt. Die Stammenden und Zweige schob man hinunter ins NSG. Beim Fällen beschädigte man Laubbäume und Teile des Bachtals im NSG wurden aufgewühlt. Das NSG-Schild beschädigte man. Der zuständige Fachgebietsleiter beim Forstamt Oberes Sauerland sah den Vorgang locker, da nur Randbereiche in Mitleidenschaft gezogen wurden. Die Stadt Sundern, Besitzer des NSG, forderte vom Verursacher den Schaden zu beheben.

## Schutzzweck
Das NSG soll den Schluchtwald und andere Waldbereiche mit Quelle und Quellbach mit den dortigen Arten schützen. Wie bei allen Naturschutzgebieten in Deutschland wurde in der Schutzausweisung darauf hingewiesen, dass das Gebiet „wegen der Seltenheit, besonderen Eigenart und Schönheit des Gebietes“ zum Naturschutzgebiet wurde.